# 圣阿尔努 (卢瓦-谢尔省)
圣阿尔努（法語：Saint-Arnoult，法語發音：[sɛ̃.t‿aʁnu] ⓘ）是法国卢瓦尔-谢尔省的一个市镇，属于旺多姆区。 

## 地理
圣阿尔努（47°42'27"N, 0°52'22"E）面积9.57 平方千米，位于法国中央-卢瓦尔河谷大区卢瓦-谢尔省，该省份为法国中北部省份，北起厄尔-卢瓦省，东北接卢瓦雷省，东南接谢尔省，南至安德尔省，西南接安德尔-卢瓦尔省，西北接萨尔特省。
与圣阿尔努接壤的市镇（或旧市镇、城区）包括：蒙托东、拉瓦尔丹、普吕奈-卡斯罗、圣马丹德布瓦。

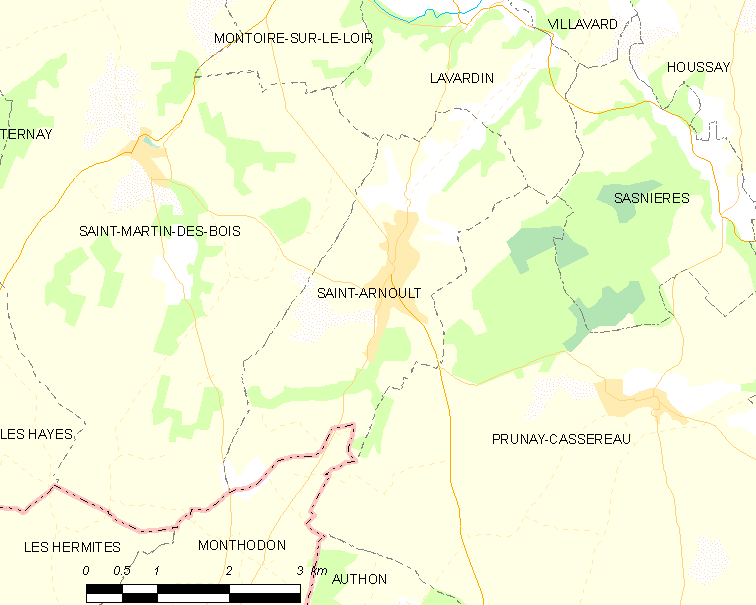
的OSM定位图

圣阿尔努的时区为UTC+01:00、UTC+02:00（夏令时）。

## 行政
圣阿尔努的邮政编码为41800，INSEE市镇编码为41201。

## 政治
圣阿尔努所属的省级选区为卢瓦河畔蒙图瓦尔县。

## 人口

1962-2008年间人口变化图示

圣阿尔努于2022年1月1日时的人口数量为310人。